# Kyleakin
Kyleakin, schottisch-gälisch: Caol Àcain: „Haakonsstraße“, ist eine Ortschaft im Südosten der Insel Skye, die zu den Inneren Hebriden gehört. Sie liegt innerhalb der Civil parish Strath. Die Einwohnerzahl des Ortes lag 2006 deutlich unter 1000.
Kyleakin liegt gegenüber dem Ort Kyle of Lochalsh. Beide Orte sind nur durch den an dieser Stelle recht schmalen Loch Alsh voneinander getrennt. Bis zum Jahre 1995, als die Skye Bridge eröffnet wurde, war der Ort Fährhafen für den Verkehr zwischen dem schottischen Festland mit dem Fährhafen Kyle of Lochalsh und der Insel Skye. Es gab einen durchgängigen Pendelverkehr der Fährgesellschaft Caledonian MacBrayne mit zwei, im Sommer teils auch drei Fähren, die rund um die Uhr fuhren. Dennoch waren in den letzten Jahren vor der Eröffnung der Brücke aufgrund des zunehmenden Tourismus besonders in den Sommermonaten Staus im Ort an der Tagesordnung.